# Эзрахи, Ярив
Ярив Эзрахи (ивр. יריב אזרחי‎; 1904, Иерусалим — 12 марта 2002) — израильский скрипач, музыкальный критик и педагог. Сын Мордехая Кричевского-Эзрахи, заметного деятеля раннего еврейского образования в Палестине; по отцовской линии состоял в родстве с первым президентом Израиля Хаимом Вейцманом.

## Биография
Учился в консерватории в Яффе, в 1922 г. участвовал в торжественном концерте в честь визита в Палестину Альберта Эйнштейна. В 1927—1930 гг. учился в Вене. С начала 1930-х гг. печатался в палестинской прессе как музыкальный критик — в частности, с восторгом откликнулся на известие о возможной иммиграции в Палестину Арнольда Шёнберга (в итоге всё-таки выбравшего США). В 1936 г. был в числе участников первого концерта Палестинского симфонического оркестра под управлением Артуро Тосканини. В том же году основал в Тель-Авиве собственную музыкальную школу, в которой преподавал до 1991 года. Учениками Эзрахи в разное время были, в частности, Шломо Минц, Ицхак Перлман, Даниэль Баренбойм и другие известные музыканты.